# Chan-Lam耦合
Chan-Lam 偶联反应 - 也称为Chan-Evans-Lam 偶联，是芳基硼酸的交叉偶联反应生成仲芳基胺，或与醇反应形成相应的芳基醚。Chan-Lam偶联需要铜络合物催化下进行，一般反应条件为室温，且在空气存在中进行。而同样形成芳香胺的偶联反应Buchwald–Hartwig耦合则依赖于钯催化剂的使用。

## 机制
由于铜试剂的不稳定性和反应中多组分性质，该反应的机制分析变得复杂。该反应通过形成铜-芳基络合物进行。先形成铜(III)-芳基醇盐或铜(III)-芳基-酰胺中间体，后经过还原消除分别得到芳基醚或芳基胺：
Ar-Cu(III)-NHR-L 2 → Ar-NHR + Cu(I)L 2
Ar-Cu(III)-OR-L 2 → Ar-OR + Cu(I)L 2

## 案例
Chan-Lam偶联合成生物活性化合物的案例如下所示：
化合物1是一种吡咯化合物，与芳基硼酸酯2偶联，得到产物3。然后将3合成目标化合物4。2的腈基不会使催化剂中毒。吡啶是用于该反应的配体。虽然反应需要三天，但该反应在室温下且在环境空气中进行，产率为93%。

## 延伸阅读
- Kodepelly Sanjeeva Rao; Tian-Shung Wu. . Tetrahedron. 2012, 68 (38): 7735–7754. doi:10.1016/j.tet.2012.06.015.